# Corpul VII Armată (1916-1918)
Corpul VII Armată a fost o mare unitate de nivel operativ care trebuia să se constituie la 27 august 1916, la mobilizare, fără a exista pe timp de pace. Corpul urma să facă parte din organica Armatei 3, având în subordine Divizia 9 Infanterie și Divizia 19 Infanterie, dispuse în Dobrogea. La intrarea în război, Corpul VII Armată a fost comandat de generalul de divizie Ioan Rașcu, constituindu-se doar Cartierul General al corpului. Din cauza evenimentelor care au urmat pierderii Bătăliei de la Turtucaia și înfrângerilor suferite de forțele româno-ruse în Dobrogea, Corpul VII Armată nu s-a ma constituit ca mare unitate operativă, comandamentul său fiind desființat la 27 septembrie/10 octombrie 1916.

## Participarea la operații

### Campania anului 1916
În conformitate cu ordinul de mobilizare, Cartierul General al Corpului VII Armată urma să se înființeze la Focșani, cu personalul și mijloacele Regiunii fortificate Focșani-Nămoloasa-Galați. Comandant era numit generalul Ioan Râșcu iar șef de stat major, colonelul Toma Lișcu.:p. 26
La 19 august/1 septembrie 1916, Comandamentul Corpului VII Armată primește ordinul de dislocare la Călărași, deplasare care s-a executat a doua zi. Din cauza evoluțiilor nefavorabile de pe frontul de sud, Marele Cartier General decide să nu se mai constituie Corpul VII Armată. La 20 septembrie/3 octombrie, generalul Ioan rașcu este numit comandant al Grupului de Divizii 5 și 19, din Dobrogea, iar la 27 septembrie/10 octombrie 1916 comandamentul corpului este la rândul său desființat.:pp. 33-51

## Ordinea de bătaie la mobilizare
La declararea mobilizării, la 27 august 1916, Corpul VII Armată avea următoarea ordine de bătaie:

Corpul VII Armată
- Cartierul General al Corpului VII Armată
- Divizia 9 Infanterie - Zona fortificată Silistra

- Regimentul 9 Vânători
- Brigada 17 Infanterie

- Regimentul Constanța No. 34
- Regimentul Călugăreni No. 40

- Brigada 18 Infanterie

- Regimentul Matei Basarab No.35
- Regimentul Vasile Lupu No. 36

- Brigada 39 Infanterie

- Regimentul 63 Infanterie
- Regimentul 79 Infanterie

- Brigada 9 Artilerie

- Regimentul 13 Artilerie
- Regimentul 18 Artilerie

- Divizia 19 Infanterie - Zona fortificată Cernavodă
- Brigada 5 Călărași

- Regimentul 10 Călărași
- Regimentul 9 Călărași

- Serviciile Corpului VII Armată